# Werner Ladiges
Werner Ladiges (* 15. August 1910 in Hamburg; † 13. November 1984 ebenda) war ein deutscher Zoologe.

## Leben

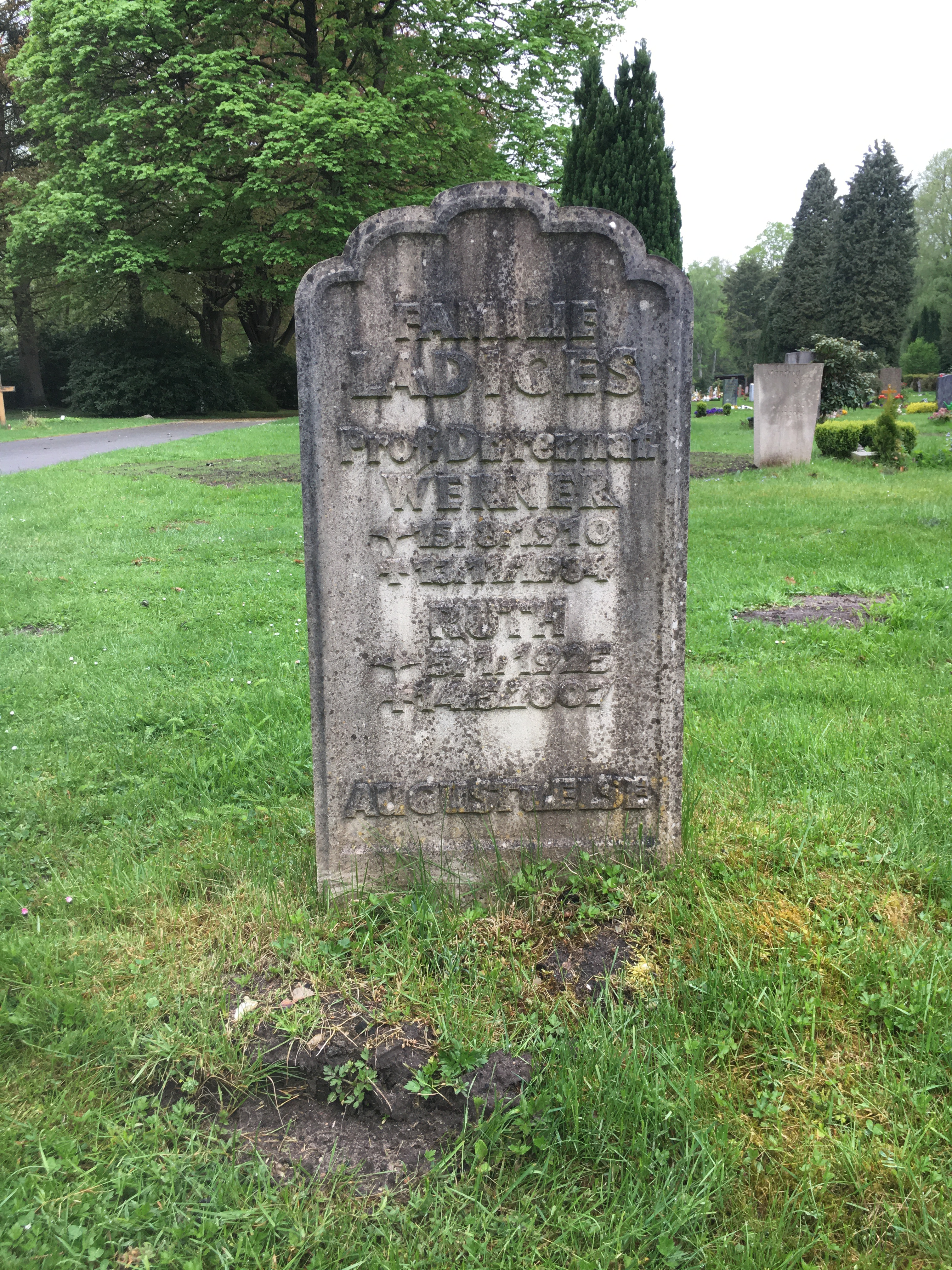
Grabstätte auf dem Friedhof Ohlsdorf

Er studierte Zoologie in Innsbruck und Hamburg, wo er 1934 zum Dr. rer. nat. promoviert wurde. Im selben Jahr erschien auf aquaristischem Gebiet sein Buch Tropische Fische sowie zahlreiche Aufsätze in einschlägigen Fachzeitschriften. Seine Haupttätigkeit leistete er als wissenschaftlicher Ichthyologe am Hamburgischen Zoologischen Museum.
In der Aquaristik gelang es Werner Ladiges, sich mit seinem einflussreichen Fachbuch Der Fisch in der Landschaft einen Namen zu machen. Aquarianern ist er außerdem bekannt durch den von ihm 1935 entdeckten Celebes-Ährenfisch (Telmatherina ladigesi, heute Marosatherina ladigesi), der nach ihm benannt wurde sowie durch den 1975 von ihm beschriebenen Friedlichen Kampffisch Betta imbellis. Ladiges war mehrere Jahre Redakteur der populären Aquaristikzeitschrift TI – Tatsachen und Informationen aus der Aquaristik, die im Verlag des Zubehörherstellers Tetra-Werke Ulrich Baensch GmbH in Melle erschien.
Werner Ladiges wurde auf dem Friedhof Ohlsdorf beigesetzt. Die Ruhestätte liegt im Planquadrat AB 44 zwischen Kapelle 9 und dem Prökelmoor. 

## Werke
- Ladiges, Werner: Zierfischbilderbuch,  Verlag Gustav Wenzel & Sohn, Braunschweig 1949
- Ladiges, Werner: Der Fisch in der Landschaft,  2. Auflage Verlag Gustav Wenzel & Sohn, Braunschweig 1951
- Ladiges, Werner: Durch Dschungel und Urwald, Verlag Gustav Wenzel & Sohn, Braunschweig 1951
- Ladiges, Werner/ Vogt, Dieter: Die Süsswasserfische Europas bis zum Ural und Kaspischen Meer, Verlag Paul Parey, Hamburg, 1965
- Ladiges, Werner: Kaltwasserfische in Haus und Garten. Melle: Verlag Tetra, 1976.
- Ladiges, Werner: Schwimmendes Gold vom Rio Ukayali. Die abenteuerliche Entdeckung des Neonfisches. Wuppertal: Engelbert Pfriem Verlag, 1973.
- Frickhinger, K.A./ Ladiges, W./ Wieser, K.H: Der neue Gartenteich. Melle: Verlag Tetra, 1981.